# Драматичен театър „Йордан Йовков“
Драматичен театър „Йордан Йовков“ се намира в град Добрич.

## История
Театърът е наследник на първата театрална полупрофесионална трупа „Студия“, основана от добричкия интелектуалец Атанас Попов (1894-1980) през 1928 г. По това време Добрич и цяла Южна Добруджа са под румънска власт.
През 1938 г. театралната студия е закрита, но веднага след връщането на Южна Добруджа на България през 1940 г., театралната дейност в града е възобновена, като е формиран Общински народен театър. Това отново става под ръководството на Атанас Попов, който е негов художествен и административен ръководител до преместването си в София през 1958 г.
За своето над 75-годишно съществуване театърът в Добрич прави над 350 постановки. През неговата сцена са преминали над 300 актьори, 50 режисьори и десетки други театрални дейци.
Първи творчески стъпки в театъра правят известни български актьори и актриси като Сотир Майноловски, Коста Карагеоргиев, Катя Паскалева, Жоржета Чакърова, Климент Денчев и др. В театъра са поставяли режисьори като Николай Ламбрев, Стефан Димитров, Румен Сурджийски, Боян Доновски, Николай Поляков, Любомир Малинов, Атанас Ганев и др.

## Съвременно състояние
Съвременното състояние на театъра е значително под възможностите му. В съответствие с рестриктивната политика в областта на културните институции, театърът е със силно редуциран състав, а сградата е по-скоро база за гостуващи спектакли.